# メークローン駅
メークローン駅（メークローンえき、タイ語:สถานีรถไฟแม่กลอง）は、タイ王国中部、サムットソンクラーム県ムアンサムットソンクラーム郡にある、タイ国有鉄道メークローン線の駅である。

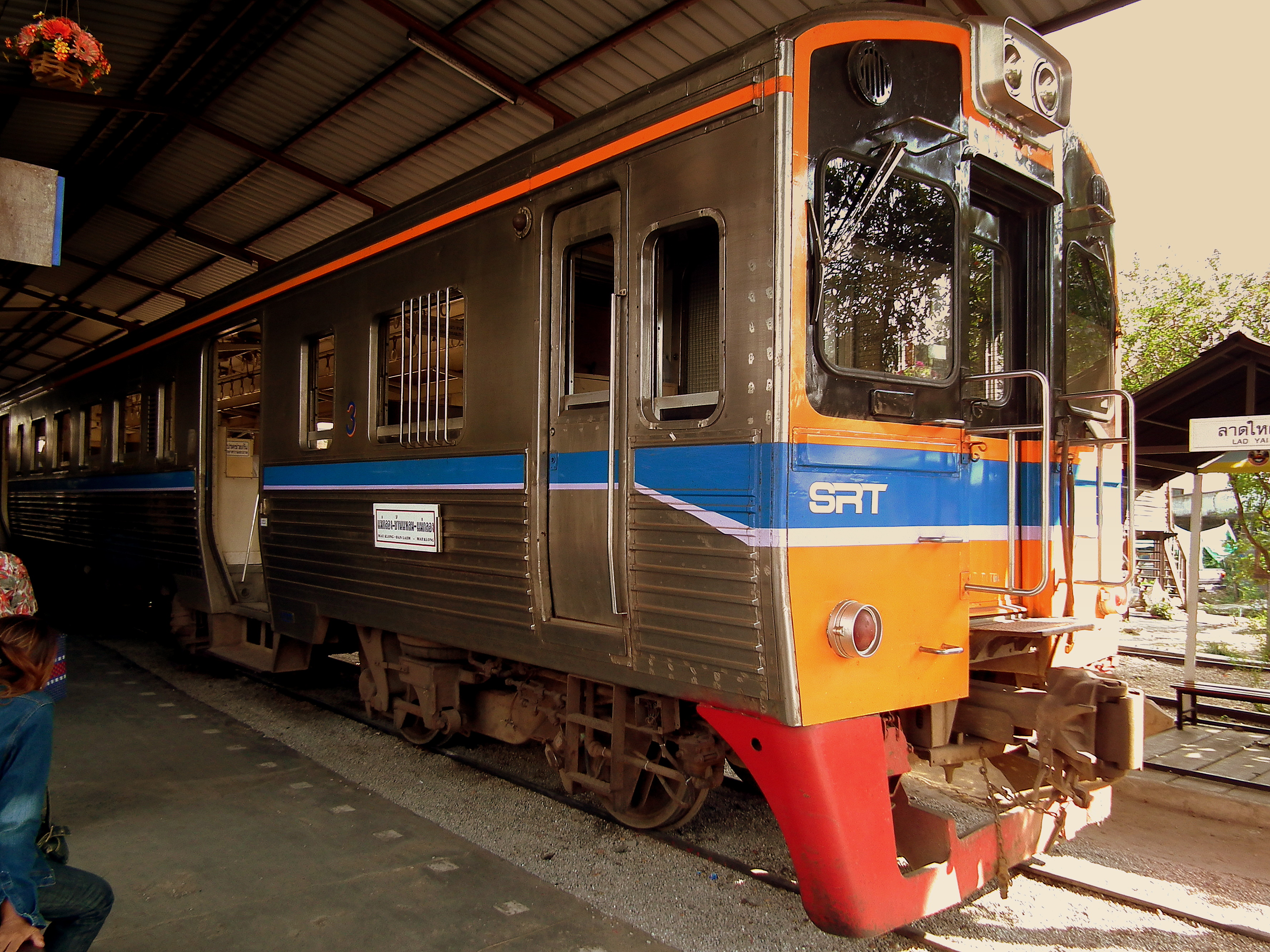
メークローン駅に入線した列車

## 概要
メークローン駅は、タイ王国中部サムットソンクラーム県の県庁所在地であり、人口10万人が暮らすムアンサムットソンクラーム郡に位置する。当駅の駅名になっているメークローン川は当駅のすぐ西側にある。このメークローン川は映画『戦場にかける橋』で有名になったクウェー川の下流に当たる。又当駅から西方に路線を延長し、タイ国鉄南本線のパークトー駅と接続する計画があったが実現していない。
バンコクからは当駅には、ウォンウィエンヤイ駅からマハーチャイ駅までを列車で（東線）、そこから船で川を渡ってバーンレーム駅から当駅（西線）となる。東線と西線は川で分断されており連結されていない。

## 歴史
1907年7月12日に民営メークローン鉄道としてバーンレーム駅 - メークローン駅が開業し、約1年後の1908年10月6日にターチーン鉄道を吸収合併した。1942年-1945年の第二次世界大戦中私鉄のメークローン鉄道は、軍事管理化に入りその後1946年5月8日に国有化されタイ国鉄の駅となった。
- 1907年7月12日 【開業】バーンレーム駅 - メークローン駅 (33.57km)
- 1908年10月6日 【合併】メークローン鉄道とターチーン鉄道が合併
- 1942年1月26日 【軍事指揮下】メークローン鉄道軍事指揮下に入る
- 1945年10月25日 【民営化】メークローン鉄道軍事指揮下解除
- 1946年5月8日  【国有化】国がメークローン鉄道を200万バーツで購入

## 駅構造
片面ホーム1面1線の地上駅。ホームと着発線を覆う上屋が設けられている。
メークローン線西側区間（バーンレーム駅 - 当駅間）は、全線一閉塞で一列車のみが往復する運行形態となっており、2000年代以降、両終端駅構内を含め側線は全て撤去されている。

## メークローン市場

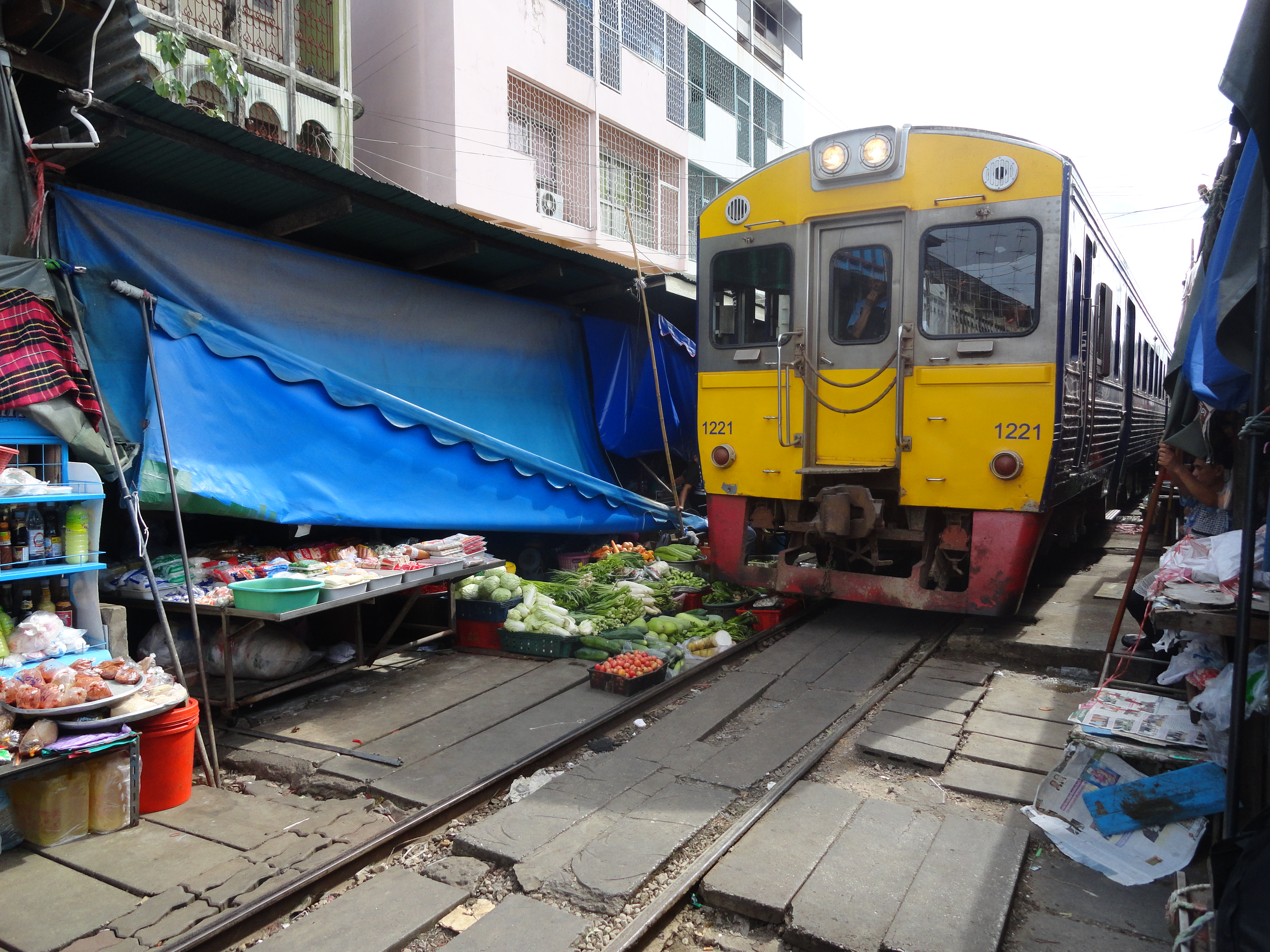
メークローン市場を徐行通過する列車

メークローン市場は、メークローン駅直前の線路上に広がる市場。本来のメークローン市場は、線路沿いにある場内市場であるが、買い物客を多く集めるために商店が駅に近づき、線路上に市場が広がるようになって場外市場が形成された。
メークローン駅の発着本数が1日4往復程度と少ないことから、線路上は市場として利用されており、線路の脇には様々な屋台が立ち並ぶ。列車接近時には放送が流れ、それを合図にパラソルやオーニングを畳んで陳列していた商品を片付け、列車が通り過ぎるとまた営業が再開する。列車と衝突しないよう低くレール沿いに並べられた商品は取り除かれず、列車はその商品の上を徐行して通過する。列車通過時に全店舗が一斉にパラソルを畳む様子から、"Tarad Rom Hoop"（タラート・ロム・フープ、傘たたみ市場）と呼ばれている。その光景の珍しさから観光ツアーのコースに組み込まれることもあり、タイの観光地の一つとなっている。
なお、赤・黄・緑に塗装されたカラフルな列車は、1980年代の日本製・NKF型気動車（1200形）である。

## 駅周辺
- メークローン市場
- バスターミナル（200m）